# Novecento (moviment artístic)
|  | Aquest article tracta sobre el moviment artístic. Si cerqueu la pel·lícula, vegeu «Novecento». |

Es denomina Novecento (per al·lusió al segle xx i seguint la tradició del Quattrocento i el Cinquecento) un moviment artístic desenvolupat a Itàlia en els anys 1920-1930. El grup es fundà el 1922 al voltant d'una sèrie d'artistes vinculats a la Galeria Pesaro de Milà, entre els quals es trobaven Anselmo Bucci, Leonardo Dudreville, Achille Funi, Gian Emilio Malerba, Piero Marussi, Ubaldo Oppi i Mario Sironi. Aquests artistes pretenien renovar l'art italià entroncant amb el Renaixement, d'aquí el nom del grup. Estaven liderats per l'escriptora i crítica d'art Margherita Sarfatti, amant de Mussolini i estaven alineats clarament amb el feixisme. El mateix Mussolini inaugurà la primera exposició del grup, realitzada a la Galeria Pesaro el 1923, i també participà en la Biennal de Venècia del 1924.

Estilísticament pretenien trencar amb l'art d'avantguarda europeu, retornant a l'essència de l'art italià, promovent un estil realista, emfàtic i grandiloqüent. Sarfatti atragué al moviment Carlo Carrà, un dels exponents de la pintura metafísica, i altres artistes com Massimo Campigli, Felice Casorati, Marino Marini, Arturo Marini i Arturo Tosi. El Novecento dominà el panorama artístic italià durant una desena d'anys, tot i que no arribà a ser l'estil oficial del feixisme; més tard, el trencament entre Sarfatti i Mussolini provocà la dissolució del grup el 1933.